# Diastylis matsuei
Diastylis matsuei är en kräftdjursart som beskrevs av Gamo 1968. Diastylis matsuei ingår i släktet Diastylis och familjen Diastylidae. Inga underarter finns listade i Catalogue of Life.